# Temple Hirst
Temple Hirst is een civil parish in het bestuurlijke gebied Selby, in het Engelse graafschap North Yorkshire. In 2001 telde het dorp 133 inwoners.